# Bébé
Bébé, właśc. Tiago Manuel Dias Correia (ur. 12 lipca 1990 w Agualva-Cacém) – piłkarz z Republiki Zieloneg Przylądka występujący na pozycji skrzydłowego (może grać zarówno na prawej, jak i lewej pomocy) lub napastnika. Aktualnie występuje w Rayo Vallecano. Jego pseudonim znaczy po portugalsku dziecko i został mu nadany przez starszego brata

## Początki
Tiago Correia jest synem Francisco i Deolindy, emigrantów z Republiki Zielonego Przylądka, mieszkających w Portugalii. Jako małe dziecko został porzucony przez rodziców i wychowywała go babcia, do czasu, kiedy w wieku 12 lat, na mocy decyzji sądu został przeniesiony do schroniska. Podczas pobytu w nim zaczął grać w piłkę i w 2009 został zaproszony do drużyny CAIS, która miała wystąpić na Europejskim Festiwalu Ulicznej Piłki Nożnej w Foča, w Bośni i Hercegowinie. W trakcie turnieju Tiago strzelił 4 gole w 6 meczach, ale mimo to CAIS odpadł po drugiej rundzie. Po dobrym występie w turnieju Bébé był brany pod uwagę przy ustalaniu składu Portugalii na Mistrzostwa Świata bezdomnych w piłce nożnej, jednak ostatecznie nie otrzymał nominacji, ponieważ podpisał profesjonalny kontrakt z Estrela da Amadora, portugalskim drugoligowym zespołem.

## Kariera klubowa
Bébé występował w zespole z Amadory przez jeden sezon (2009/10). W tym czasie rozegrał w nim 26 meczów ligowych i strzelił w nich 4 gole. Klub ten jednak zalegał z płaceniem wynagrodzenia piłkarzowi, w związku z czym Tiago 1 czerwca 2010 przeszedł na zasadzie wolnego transferu do Vitórii Guimarães, z którą podpisał pięcioletni kontrakt, zawierający sumę odstępnego, wynoszącą 9 milionów euro. W trakcie przygotowań do sezonu Bébé strzelił pięć goli w sześciu meczach i zwrócił na siebie uwagę przedstawicieli czołowych klubów Europy (m.in. Manchesteru United, Realu Madryt i Benfiki), w związku z czym zaledwie pięć tygodni po podpisaniu kontraktu z Vitorią kwotę odstępnego zapłacił za niego Manchester United. Klub otrzymał jedynie 60% kwoty, pozostała część przypadła agencji reprezentującej piłkarza. Transfer został sfinalizowany 16 sierpnia, kiedy Tiago przeszedł badania medyczne i następnego dnia został zaprezentowany mediom, razem z innymi nowymi nabytkami drużyny z Old Trafford – Javierem Hernándezem i Chrisem Smallingiem. 25 lipca 2014 roku podpisał 4-letni kontrakt z Benfiką Lizbona.

### Manchester United
Bébé został zgłoszony do udziału we wszystkich rozgrywkach, w których gra Manchester United, w tym do Ligi Mistrzów. Młody Portugalczyk zadebiutował w zespole 22 września 2010 w wygranym 5:2 meczu Pucharu Ligi ze Scunthorpe United, zmieniając w 74 minucie Parka Ji-sunga, pierwszy mecz w lidze rozegrał natomiast 2 października (0:0 z Sunderlandem), zmieniając w 80 minucie Andersona, zaś pierwszego gola strzelił Wolverhamptonowi 26 października w Pucharze Ligi Była to pierwsza bramka w meczu, który skończył się ostatecznie rezultatem 3:2 dla Czerwonych Diabłów. 19 lutego 2011 zadebiutował w rozgrywkach o Puchar Anglii zaliczając pełny występ przeciw piątoligowemu Crawley Town. W sezonie 2010/11 rozegrał łącznie tylko siedem spotkań i strzelił tylko dwa gole i Manchester United postanowił wypożyczyć go do tureckiego Beşiktaşu JK.

### Beşiktaş JK
16 czerwca 2011 roku został wypożyczony do Beşiktaşu JK na sezon 2012/13, z opcją podpisania stałej umowy. Jednakże Bébé doznał kontuzji w meczu reprezentacji do lat 21, nie grał przez 6 miesięcy. 26 marca 2012 roku zadebiutował w tureckim zespole, w meczu z İstanbul Büyükşehir, zremisowanym 2-2.

### Rio Ave
27 grudnia 2012 zawodnik został wypożyczony do portugalskiego Rio Ave FC.

### Paços de Ferreira
We wrześniu 2013 trafił na wypożyczenie do Paços de Ferreira.

### Benfica
W lipcu 2014 podpisał czteroletni kontrakt z SL Benfica.

### Córdoba
W styczniu 2015 został wypożyczony do Córdoba CF.

### Rayo Vallecano
W lipcu 2015 trafił na wypożyczenie do Rayo Vallecano

## Kariera międzynarodowa
Tiago grał do tej pory w dwóch juniorskich reprezentacjach Portugalii: U-19 i U-21. W tej drugiej rozegrał pięć meczów, w których strzelił jednego gola, było to w spotkaniu z Macedonią. Piłkarz nie zadebiutował jeszcze w pierwszej reprezentacji swego kraju, ciągle też może wybrać grę dla Republiki Zielonego Przylądka.

## Statystyki kariery

### Kariera klubowa
Stan na 20 maja 2019
| Klub                 | Sezon     | Liga             | Liga  | Liga   | Puchary krajowe | Puchary krajowe | Puchary europejskie | Puchary europejskie | Suma  | Suma   |
| Klub                 | Sezon     | Liga             | Mecze | Bramki | Mecze           | Bramki          | Mecze               | Bramki              | Mecze | Bramki |
| -------------------- | --------- | ---------------- | ----- | ------ | --------------- | --------------- | ------------------- | ------------------- | ----- | ------ |
| Estrela da Amadora   | 2009/2010 | II Divisão       | 26    | 4      | 0               | 0               | 0                   | 0                   | 26    | 4      |
| Vitória SC           | 2010/2011 | Primeira Liga    | 0     | 0      | 0               | 0               | 0                   | 0                   | 0     | 0      |
| Manchester United    | 2010/2011 | Premier League   | 2     | 0      | 4               | 1               | 1                   | 1                   | 7     | 2      |
| Beşiktaş JK          | 2011/2012 | Süper Lig        | 4     | 0      | 0               | 0               | 0                   | 0                   | 4     | 0      |
| Rio Ave FC           | 2012/2013 | Primeira Liga    | 17    | 1      | 0               | 0               | 0                   | 0                   | 17    | 1      |
| FC Paços de Ferreira | 2013/2014 | Primeira Liga    | 27    | 13     | 0               | 0               | 5                   | 0                   | 32    | 13     |
| SL Benfica           | 2014/2015 | Primeira Liga    | 1     | 0      | 0               | 0               | 3                   | 0                   | 7     | 0      |
| Córdoba CF           | 2014/2015 | Primera División | 18    | 0      | 0               | 0               | 0                   | 0                   | 18    | 0      |
| Rayo Vallecano       | 2015/2016 | Primera División | 34    | 3      | 3               | 0               | 0                   | 0                   | 37    | 3      |
| SD Eibar             | 2016/2017 | Primera División | 20    | 3      | 6               | 1               | 0                   | 0                   | 26    | 4      |
| SD Eibar             | 2017/2018 | Primera División | 9     | 0      | 2               | 0               | 0                   | 0                   | 11    | 0      |
| Rayo Vallecano       | 2017/2018 | Segunda División | 16    | 3      | 0               | 0               | 0                   | 0                   | 16    | 3      |
| SD Eibar             | 2018/2019 | Primera División | 11    | 0      | 0               | 0               | 0                   | 0                   | 11    | 0      |
| Rayo Vallecano       | 2018/2019 | Primera División | 29    | 1      | 2               | 0               | 0                   | 0                   | 31    | 1      |
| Suma                 | Wszystkie | Wszystkie        | 201   | 27     | 17              | 2               | 9                   | 1                   | 230   | 30     |